# Conseil d'arrondissement de Lambeth à Londres
Le Conseil d'arrondissement de Lambeth à Londres est l'autorité locale du London Borough of Lambeth dans le Grand Londres, en Angleterre. C'est l'un des 32 conseils d'arrondissement de Londres, la capitale du Royaume-Uni. Le conseil se réunit à Lambeth Town Hall à Brixton. Lambeth est divisé en 25 quartiers : treize sont représentés par 3 conseillers et douze sont représentés par 2. Le conseil est élu pour la première fois en 1964.

## Histoire

### Contexte
Avant la création du conseil, un certain nombre d'autorités locales sont responsables de la région de Lambeth. L'autorité locale actuelle est élue pour la première fois en 1964, un an avant d'entrer officiellement en fonction et avant la création du London Borough of Lambeth le 1er avril 1965.
Le Lambeth London Borough Council remplace le Lambeth Metropolitan Borough Council et reprend environ 40% de la superficie de l'ancien Wandsworth Metropolitan Borough Council couvrant Streatham et Clapham, deux arrondissements métropolitains créés en 1900 lorsque le Lambeth Metropolitan Borough Council remplace la sacristie de la paroisse de Lambeth. Les anciennes paroisses de Clapham et Streatham, qui sont devenues une partie de Lambeth en 1965, ont été régies par le Wandsworth District Board of Works de 1855 à 1900.
Le London Government Act de 1963 prévoyait que Lambeth, en tant qu'autorité locale de Londres, partage le pouvoir avec le Greater London Council. La répartition des fonctions fait que le Greater London Council est responsable des services « à grande échelle » tels que les pompiers, les ambulances, la prévention des inondations et l'élimination des déchets ; et que les autorités locales sont chargées des services  « à la personne » tels que l'aide sociale, les bibliothèques, les cimetières et la collecte des ordures. Cet arrangement dure jusqu'en 1986, lorsque le Conseil d'arrondissement de Lambeth à Londres prend la responsabilité de certains services jusque-là pris en charge par le Greater London Council, tels que l'élimination des déchets. Le conseil est très actif dans la rébellion Ratecapping dans les années 1980. Il devient une autorité éducative en 1990. Depuis 2000, la Greater London Authority est responsable d'une partie de l'organisation des autoroutes et du contrôle de la planification du conseil, mais au sein du gouvernement local anglais, le conseil reste l'autorité « la plus utile » car il a le plus de pouvoirs et de fonctions.

### Rébellion contre le plafonnement des taux de dépenses
En 1985, le conseil, sous la direction de Ted Knight, rejoint d'autres conseils de gauche dans une rébellion au plafonnement des taux de dépense, même si seuls Liverpool et Lambeth refusent de fixer un budget légal. Les 34 conseillers travaillistes présents votent le 7 mars 1985 pour ne pas fixer de taux de dépense. Le 9 septembre 1985, l'auditeur du district de Lambeth notifie que le retard dans la fixation des taux est une faute intentionnelle et que les conseillers sont donc tenus de rembourser les frais de 126 947 £ à titre de supplément. Le montant par conseiller étant supérieur à 2 000 £, ils sont également disqualifiés,. Les conseillers surtaxés de Lambeth font appel contre les surtaxes. La Haute Cour rend son jugement le 6 mars 1986, se prononçant lourdement contre les conseillers ; Lord Justice Glidewell décrit la position des conseillers comme « une simple posture politique » ; le juge Caulfield décrit les preuves d'inconduite volontaire comme « écrasantes » et la position des conseillers comme ayant « atteint un sommet de perversité politique ». Les conseillers sont disqualifiés le 30 mars,. Au cours de cette période, Lambeth devient l'archétype de ce que les critiques ont décrit comme un conseil de « gauche loufoque »,.
Le Parti travailliste souhaite dans son manifeste de 2010 que Lambeth devienne un « Conseil coopératif » avec une plus grande utilisation des modèles mutualistes. Cela suscite un intérêt considérable dans les médias à l'approche des élections de mai 2010, ce modèle étant nommé « Conseil John Lewis » par opposition au modèle « EasyCouncil » promu par le Parti conservateur à Barnet. À la suite des élections de 2010, le conseil crée une commission chargée d'examiner ce que cela pourrait impliquer.

### Scandale d'abus sexuels envers les enfants
En juillet 2021, l'enquête indépendante sur les abus sexuels envers les enfants publie un rapport très critique à l'égard du Conseil et selon lequel de graves abus ont été perpétrés dans cinq des foyers pour enfants de Lambeth entre les années 1960 et 1990. Plus de 700 enfants ont subi des actes de cruauté et des abus sexuels, et l'enquête estime que ce chiffre est probablement beaucoup plus élevé. L'enquête révèle qu'une « culture de la dissimulation » a permis la poursuite des abus pendant des décennies ; le Conseil a présenté des « excuses sans réserve aux victimes».

## Pouvoirs et fonctions
L'autorité locale tire ses pouvoirs et fonctions du London Government Act de 1963 et de la législation ultérieure, et a les pouvoirs et fonctions d'un conseil d'arrondissement de Londres. Il fixe la taxe d'habitation et, en tant qu'autorité de facturation, collecte également les préceptes pour les fonctions et les tarifs commerciaux de la Greater London Authority. Il établit des politiques de planification qui complètent la Greater London Authority et les politiques nationales, et décide de presque toutes les demandes de planification en conséquence. C'est une autorité scolaire locale et il est également responsable des logements sociaux, des services sociaux, des bibliothèques, de la collecte et de l'élimination des déchets, de la circulation et de la plupart des routes et de la santé environnementale.

## Direction
Après la disqualification de Ted Knight en 1986, c'est Linda Bellos qui prend la tête du conseil. Elle est alors la deuxième femme noire à devenir cheffe d'une autorité locale britannique, après Merle Amory dans le London Borough of Brent. Bellos démissionne de son poste de cheffe le 21 avril 1988, après des différends au sein du Parti travailliste sur la fixation du budget du conseil.
Le chef du conseil depuis 2006, Steve Reed, démissionne après son élection en tant que député de Croydon North le 29 novembre 2012 et est remplacé par la conseillère Lib Peck.
Le 14 janvier 2019, Lib Peck annonce qu'elle se retire du conseil pour assumer le rôle de chef de l'unité de réduction de la violence du maire de Londres. Lors de l'élection qui s'ensuit, le conseiller Jack Hopkins est élu chef parmi les travaillistes. Le 10 mai 2021, Jack Hopkins quitte ses fonctions de chef , et la chef adjointe Claire Holland est élue cheffe le 24 mai 2021,,.

## Conseillers notables

### Parti vert
- Jonathan Bartley, conseiller du quartier St Leonard depuis 2018 et ancien co-chef du Parti vert.
- Scott Ainslie, conseiller du quartier St Leonard depuis 2014 et député européen de Londres jusqu'en 2020.

### Démocrates libéraux
- Anthony Bottrall, ancien diplomate britannique et conseiller du quartier Stockwell de 1994 à 2006.

### Parti conservateur
- John Bercow, ancien conseiller du quartier Saint-Léonard (1994-1998) et président de la Chambre des communes de 2009 à 2019.
- John Major, ancien conseiller du quartier Ferndale (1968-1971) et ancien Premier ministre du Royaume-Uni de 1990 à 1997.

### Le parti travailliste
- Ibrahim Dogus, conseiller du quartier Bishop's depuis 2018 et entrepreneur et restaurateur.
- Jim Dickson, conseiller de Herne Hill et ancien chef du London Borough of Lambeth.
- Steve Reed, ancien conseiller de Brixton Hill (2006-2012) et député de Croydon North depuis 2012 .
- Florence Eshalomi, ancienne conseillère de Brixton Hill (2010-2018), membre de l'Assemblée de Londres (2016-2021) et députée de Vauxhall depuis 2019.
- Marsha de Cordova, ancienne conseillère du quartier de Larkhall (2014-2018) et députée de Battersea depuis 2017.
- Dan Sabbagh, ancien conseiller du quartier Vassall (2010-2014) et rédacteur en chef adjoint du journal The Guardian.
- Kitty Ussher, ancienne conseillère du quartier Vassall (1998-2002) et ancienne députée de Burnley (2005-2010).
- Jonathan Myerson, ancien conseiller de Clapham Town (2002 – 2006)
- Lib Peck, ancienne conseillère de Thornton (2001-2019), ancienne cheffe du conseil (2012-2019) et directrice de l'unité de réduction de la violence de Londres.

## Quartiers

Une carte montrant les quartiers de Lambeth entre 2002 et 2022

À partir de mai 2022 et à la suite de l'examen des limites des quartiers électoraux mené par la Commission indépendante des limites du gouvernement local, de nouveaux noms de quartiers sont donnés.
 

## Résumé des résultats des élections
Résumé des résultats des élections municipales :
|      | Contrôle global | Contrôle global                   | Travail | Lib Dém | Conservateur | Vert |
| ---- | --------------- | --------------------------------- | ------- | ------- | ------------ | ---- |
| 2022 |                 | Travail                           | 58      | 3       | 0            | 2    |
| 2018 |                 | Travail                           | 57      | –       | 1            | 5    |
| 2014 |                 | Travail                           | 59      | –       | 3            | 1    |
| 2010 |                 | Travail                           | 44      | 15      | 4            | –    |
| 2006 |                 | Travail                           | 39      | 17      | 6            | 1    |
| 2002 |                 | Lib Dem / Coalition conservatrice | 28      | 28      | 7            | –    |
| 1998 |                 | Travail                           | 41      | 18      | 5            | –    |
| 1994 |                 | Pas de contrôle global            | 24      | 24      | 16           | –    |
| 1990 |                 | Travail                           | 40      | 4       | 20           | –    |
| 1986 |                 | Travail                           | 40      | 3       | 21           | –    |
| 1982 |                 | Pas de contrôle global            | 32      | 5       | 27           | –    |
| 1978 |                 | Travail                           | 42      | –       | 22           | –    |
| 1974 |                 | Travail                           | 46      | –       | 14           | –    |
| 1971 |                 | Travail                           | 51      | –       | 9            | –    |
| 1968 |                 | Conservateur                      | 3       | –       | 57           | –    |
| 1964 |                 | Travail                           | 42      | –       | 18           | –    |